# Wereldkampioenschap superbike van Brands Hatch 1999
Het wereldkampioenschap superbike van Brands Hatch 1999 was de negende ronde van het wereldkampioenschap superbike en de achtste ronde van het wereldkampioenschap Supersport 1999. De races werden verreden op 1 augustus 1999 op Brands Hatch nabij West Kingsdown, Verenigd Koninkrijk.

## Superbike

### Race 1
| Pos | Nr  | Rijder                | Constructeur | Rondes | Tijd        | Grid | Punten |
| --- | --- | --------------------- | ------------ | ------ | ----------- | ---- | ------ |
| 1   | 5   | Colin Edwards         | Honda        | 25     | 36:51.715   | 2    | 25     |
| 2   | 111 | Aaron Slight          | Honda        | 25     | +1.429      | 4    | 20     |
| 3   | 7   | Pierfrancesco Chili   | Suzuki       | 25     | +7.879      | 3    | 16     |
| 4   | 46  | John Reynolds         | Ducati       | 25     | +11.774     | 7    | 13     |
| 5   | 11  | Troy Corser           | Ducati       | 25     | +14.226     | 6    | 11     |
| 6   | 4   | Akira Yanagawa        | Kawasaki     | 25     | +14.298     | 9    | 10     |
| 7   | 41  | Noriyuki Haga         | Yamaha       | 25     | +16.612     | 5    | 9      |
| 8   | 51  | Niall Mackenzie       | Yamaha       | 25     | +16.927     | 11   | 8      |
| 9   | 42  | James Haydon          | Suzuki       | 25     | +29.339     | 14   | 7      |
| 10  | 43  | Chris Walker          | Kawasaki     | 25     | +33.810     | 10   | 6      |
| 11  | 16  | Andreas Meklau        | Ducati       | 25     | +34.690     | 17   | 5      |
| 12  | 9   | Peter Goddard         | Aprilia      | 25     | +36.042     | 8    | 4      |
| 13  | 15  | Igor Jerman           | Kawasaki     | 25     | +44.535     | 20   | 3      |
| 14  | 21  | Katsuaki Fujiwara     | Suzuki       | 25     | +45.959     | 19   | 2      |
| 15  | 22  | Vittoriano Guareschi  | Yamaha       | 25     | +46.324     | 13   | 1      |
| 16  | 55  | Mauro Lucchiari       | Yamaha       | 25     | +50.877     | 21   |        |
| 17  | 39  | Alessandro Gramigni   | Yamaha       | 25     | +54.582     | 22   |        |
| 18  | 33  | Robert Ulm            | Kawasaki     | 25     | +1:10.037   | 16   |        |
| 19  | 1   | Carl Fogarty          | Ducati       | 24     | +1 ronde    | 1    |        |
| 20  | 64  | Gian Luca Villa       | Ducati       | 24     | +1 ronde    | 27   |        |
| 21  | 54  | Dan Harris            | Yamaha       | 24     | +1 ronde    | 26   |        |
| 22  | 23  | Jiří Mrkývka          | Ducati       | 24     | +1 ronde    | 29   |        |
| 23  | 24  | Vladimír Karban       | Suzuki       | 24     | +1 ronde    | 30   |        |
| 24  | 38  | Lance Isaacs          | Ducati       | 23     | +2 ronden   | 24   |        |
| DNF | 27  | Frédéric Protat       | Ducati       | 21     | Uitgevallen | 18   |        |
| DNF | 50  | Martin Craggill       | Suzuki       | 19     | Uitgevallen | 23   |        |
| DNF | 26  | Jean-Pierre Jeandat   | Honda        | 17     | Uitgevallen | 28   |        |
| DNF | 6   | Gregorio Lavilla      | Kawasaki     | 13     | Ongeluk     | 15   |        |
| DNF | 18  | Carlos Macias Perdomo | Ducati       | 13     | Uitgevallen | 32   |        |
| DNF | 48  | Sean Emmett           | Ducati       | 11     | Uitgevallen | 12   |        |
| DNF | 19  | Lucio Pedercini       | Ducati       | 4      | Uitgevallen | 25   |        |
| DNF | 40  | Giuliano Sartoni      | Ducati       | 0      | Uitgevallen | 31   |        |

### Race 2
| Pos | Nr  | Rijder                | Constructeur | Rondes | Tijd        | Grid | Punten |
| --- | --- | --------------------- | ------------ | ------ | ----------- | ---- | ------ |
| 1   | 5   | Colin Edwards         | Honda        | 25     | 36:52.981   | 2    | 25     |
| 2   | 111 | Aaron Slight          | Honda        | 25     | +0.087      | 4    | 20     |
| 3   | 41  | Noriyuki Haga         | Yamaha       | 25     | +9.268      | 5    | 16     |
| 4   | 1   | Carl Fogarty          | Ducati       | 25     | +11.358     | 1    | 13     |
| 5   | 4   | Akira Yanagawa        | Kawasaki     | 25     | +15.083     | 9    | 11     |
| 6   | 48  | Sean Emmett           | Ducati       | 25     | +17.493     | 12   | 10     |
| 7   | 51  | Niall Mackenzie       | Yamaha       | 25     | +17.618     | 11   | 9      |
| 8   | 46  | John Reynolds         | Ducati       | 25     | +18.904     | 7    | 8      |
| 9   | 9   | Peter Goddard         | Aprilia      | 25     | +19.330     | 8    | 7      |
| 10  | 6   | Gregorio Lavilla      | Kawasaki     | 25     | +24.534     | 15   | 6      |
| 11  | 42  | James Haydon          | Suzuki       | 25     | +24.883     | 14   | 5      |
| 12  | 16  | Andreas Meklau        | Ducati       | 25     | +26.605     | 17   | 4      |
| 13  | 11  | Troy Corser           | Ducati       | 25     | +28.067     | 6    | 3      |
| 14  | 22  | Vittoriano Guareschi  | Yamaha       | 25     | +35.268     | 13   | 2      |
| 15  | 21  | Katsuaki Fujiwara     | Suzuki       | 25     | +44.548     | 19   | 1      |
| 16  | 15  | Igor Jerman           | Kawasaki     | 25     | +50.449     | 20   |        |
| 17  | 55  | Mauro Lucchiari       | Yamaha       | 25     | +50.817     | 21   |        |
| 18  | 33  | Robert Ulm            | Kawasaki     | 25     | +1:17.012   | 16   |        |
| 19  | 27  | Frédéric Protat       | Ducati       | 25     | +1:17.159   | 18   |        |
| 20  | 64  | Gian Luca Villa       | Ducati       | 24     | +1 ronde    | 27   |        |
| 21  | 54  | Dan Harris            | Yamaha       | 24     | +1 ronde    | 26   |        |
| 22  | 24  | Vladimír Karban       | Suzuki       | 24     | +1 ronde    | 30   |        |
| 23  | 40  | Giuliano Sartoni      | Ducati       | 24     | +1 ronde    | 31   |        |
| DNF | 7   | Pierfrancesco Chili   | Suzuki       | 21     | Uitgevallen | 3    |        |
| DNF | 43  | Chris Walker          | Kawasaki     | 21     | Uitgevallen | 10   |        |
| DNF | 50  | Martin Craggill       | Suzuki       | 11     | Uitgevallen | 23   |        |
| DNF | 19  | Lucio Pedercini       | Ducati       | 10     | Uitgevallen | 25   |        |
| DNF | 39  | Alessandro Gramigni   | Yamaha       | 9      | Uitgevallen | 22   |        |
| DNF | 38  | Lance Isaacs          | Ducati       | 7      | Ongeluk     | 24   |        |
| DNF | 18  | Carlos Macias Perdomo | Ducati       | 5      | Uitgevallen | 32   |        |
| DNF | 23  | Jiří Mrkývka          | Ducati       | 4      | Uitgevallen | 29   |        |
| DNF | 26  | Jean-Pierre Jeandat   | Honda        | 0      | Uitgevallen | 28   |        |

## Supersport
| Pos | Nr | Rijder                | Constructeur | Rondes | Tijd                | Grid | Punten |
| --- | -- | --------------------- | ------------ | ------ | ------------------- | ---- | ------ |
| 1   | 3  | Stéphane Chambon      | Suzuki       | 23     | 35:25.212           | 1    | 25     |
| 2   | 23 | Rubén Xaus            | Yamaha       | 23     | +4.908              | 8    | 20     |
| 3   | 6  | Cristiano Migliorati  | Suzuki       | 23     | +5.077              | 3    | 16     |
| 4   | 7  | Piergiorgio Bontempi  | Yamaha       | 23     | +7.097              | 2    | 13     |
| 5   | 5  | Massimo Meregalli     | Yamaha       | 23     | +7.178              | 4    | 11     |
| 6   | 22 | Christian Kellner     | Yamaha       | 23     | +8.242              | 17   | 10     |
| 7   | 52 | James Toseland        | Honda        | 23     | +11.298             | 6    | 9      |
| 8   | 1  | Fabrizio Pirovano     | Suzuki       | 23     | +15.190             | 11   | 8      |
| 9   | 16 | Sébastien Charpentier | Honda        | 23     | +15.347             | 5    | 7      |
| 10  | 78 | Glen Richards         | Yamaha       | 23     | +18.425             | 14   | 6      |
| 11  | 35 | Christophe Cogan      | Yamaha       | 23     | +24.923             | 16   | 5      |
| 12  | 25 | William Costes        | Honda        | 23     | +31.554             | 20   | 4      |
| 13  | 27 | Roberto Panichi       | Bimota       | 23     | +32.014             | 18   | 3      |
| 14  | 32 | José David de Gea     | Honda        | 23     | +37.868             | 27   | 2      |
| 15  | 8  | Wilco Zeelenberg      | Yamaha       | 23     | +38.169             | 29   | 1      |
| 16  | 20 | Werner Daemen         | Yamaha       | 23     | +38.179             | 25   |        |
| 17  | 24 | Francesco Monaco      | Ducati       | 23     | +39.974             | 32   |        |
| 18  | 56 | Fabien Foret          | Yamaha       | 23     | +40.606             | 22   |        |
| 19  | 50 | Andrea Giachino       | Suzuki       | 23     | +52.327             | 35   |        |
| 20  | 18 | Camillo Mariottini    | Kawasaki     | 23     | +52.477             | 26   |        |
| 21  | 48 | Felisberto Teixeira   | Honda        | 23     | +1:22.595           | 36   |        |
| DNF | 21 | Jörg Teuchert         | Yamaha       | 21     | Ongeluk             | 13   |        |
| DNF | 74 | Steve Plater          | Honda        | 21     | Ongeluk             | 15   |        |
| DNF | 12 | Iain MacPherson       | Kawasaki     | 18     | Uitgevallen         | 7    |        |
| DNF | 60 | John Crawford         | Suzuki       | 13     | Uitgevallen         | 12   |        |
| DNF | 19 | Walter Tortoroglio    | Suzuki       | 13     | Ongeluk             | 24   |        |
| DNF | 26 | Roberto Teneggi       | Ducati       | 12     | Ongeluk             | 9    |        |
| DNF | 70 | Karl Harris           | Suzuki       | 9      | Ongeluk             | 10   |        |
| DNF | 46 | Mauro Sanchini        | Suzuki       | 9      | Ongeluk             | 31   |        |
| DNF | 39 | David Muscat          | Ducati       | 9      | Uitgevallen         | 23   |        |
| DNF | 43 | Norino Brignola       | Bimota       | 8      | Uitgevallen         | 33   |        |
| DNF | 31 | Vittorio Iannuzzo     | Yamaha       | 6      | Ongeluk             | 21   |        |
| DNF | 77 | Karl Muggeridge       | Honda        | 4      | Uitgevallen         | 19   |        |
| DNF | 42 | David Checa           | Ducati       | 4      | Uitgevallen         | 34   |        |
| DNF | 55 | Michele Malatesta     | Ducati       | 4      | Uitgevallen         | 30   |        |
| DNF | 76 | Paul Brown            | Honda        | 3      | Uitgevallen         | 28   |        |
| DNQ | 37 | Marco Borciani        | Honda        | 0      | Niet gekwalificeerd |      |        |
| DNQ | 58 | Warwick Nowland       | Honda        | 0      | Niet gekwalificeerd |      |        |
| DNQ | 69 | Serafino Foti         | Ducati       | 0      | Niet gekwalificeerd |      |        |
| DNQ | 33 | Luca Conforti         | Kawasaki     | 0      | Niet gekwalificeerd |      |        |
| DNQ | 57 | Fabio Carpani         | Ducati       | 0      | Niet gekwalificeerd |      |        |
| DNQ | 17 | Pere Riba             | Honda        | 0      | Niet gekwalificeerd |      |        |
| DNQ | 49 | Mario Innamorati      | Ducati       | 0      | Niet gekwalificeerd |      |        |
| DNQ | 44 | Claude-Alain Jäggi    | Honda        | 0      | Niet gekwalificeerd |      |        |
| DNQ | 90 | Israel Sanchez        | Yamaha       | 0      | Niet gekwalificeerd |      |        |

## Tussenstanden na wedstrijd

### Superbike
| Pos | Nr  | Rijder         | Team     | Punten |
| --- | --- | -------------- | -------- | ------ |
| 1   | 1   | Carl Fogarty   | Ducati   | 330    |
| 2   | 11  | Troy Corser    | Ducati   | 282    |
| 3   | 5   | Colin Edwards  | Honda    | 268    |
| 4   | 111 | Aaron Slight   | Honda    | 236    |
| 5   | 4   | Akira Yanagawa | Kawasaki | 215    |

### Supersport
| Pos | Nr | Rijder               | Team     | Punten |
| --- | -- | -------------------- | -------- | ------ |
| 1   | 3  | Stéphane Chambon     | Suzuki   | 126    |
| 2   | 7  | Piergiorgio Bontempi | Yamaha   | 105    |
| 3   | 1  | Fabrizio Pirovano    | Suzuki   | 74     |
| 4   | 22 | Christian Kellner    | Yamaha   | 68     |
| 5   | 12 | Iain MacPherson      | Kawasaki | 67     |

1993 · 1995 · 1996 · 1997 · 1998 · 1999 · 2000 (I) · 2000 (II) · 2001 · 2002 · 2003 · 2004 · 2005 · 2006 · 2007 · 2008